# Прыгун Оллалы
Прыгу́н Олла́лы (лат. Plecturocebus olallae) — вид приматов из семейства саковых. В 2016 году согласно молекулярно-генетическим исследованиям Byrne с коллегами перенесли вид из рода Callicebus в род Plecturocebus.

## Описание
Является одним из самых мелких видов, входящих в состав рода Plecturocebus. Шерсть, обрамляющая мордочку, чёрная, макушка рыжеватая, внешняя поверхность конечностей красно-коричневая, спина и конечности равномерного оранжевого окраса, хвост полностью чёрный. Вокруг ушей слабовыраженные светлые хохолки.

## Поведение
Как и остальные представители рода, этот вид всеяден, в рационе листья, фрукты, мелкие животные. Образует небольшие семейные группы, каждая группа достаточно агрессивно защищает свою территорию.

## Распространение
Представители вида встречаются только в Боливии. Ареал небольшой, площадью около 677 км² или, согласно недавней оценке, 383,4 км²; в первом случае подходящая лесная среда обитания может составлять менее одной трети площади ареала, во втором — около 54%. Ареал сосредоточен в галерейных лесах у реки Якума и на близлежащих островах (юго-западная часть департамента Бени). Ареал этого вида пересекается с ареалом Plecturocebus modestus, однако подтверждения существования переходных зон этих двух видов не обнаружено, возможно из-за различного рациона питания. Встречаются на высоте не более 400 метров над уровнем моря.

## Численность
Численность в дикой природе составляет от 110 до 150 особей.